# 床の間

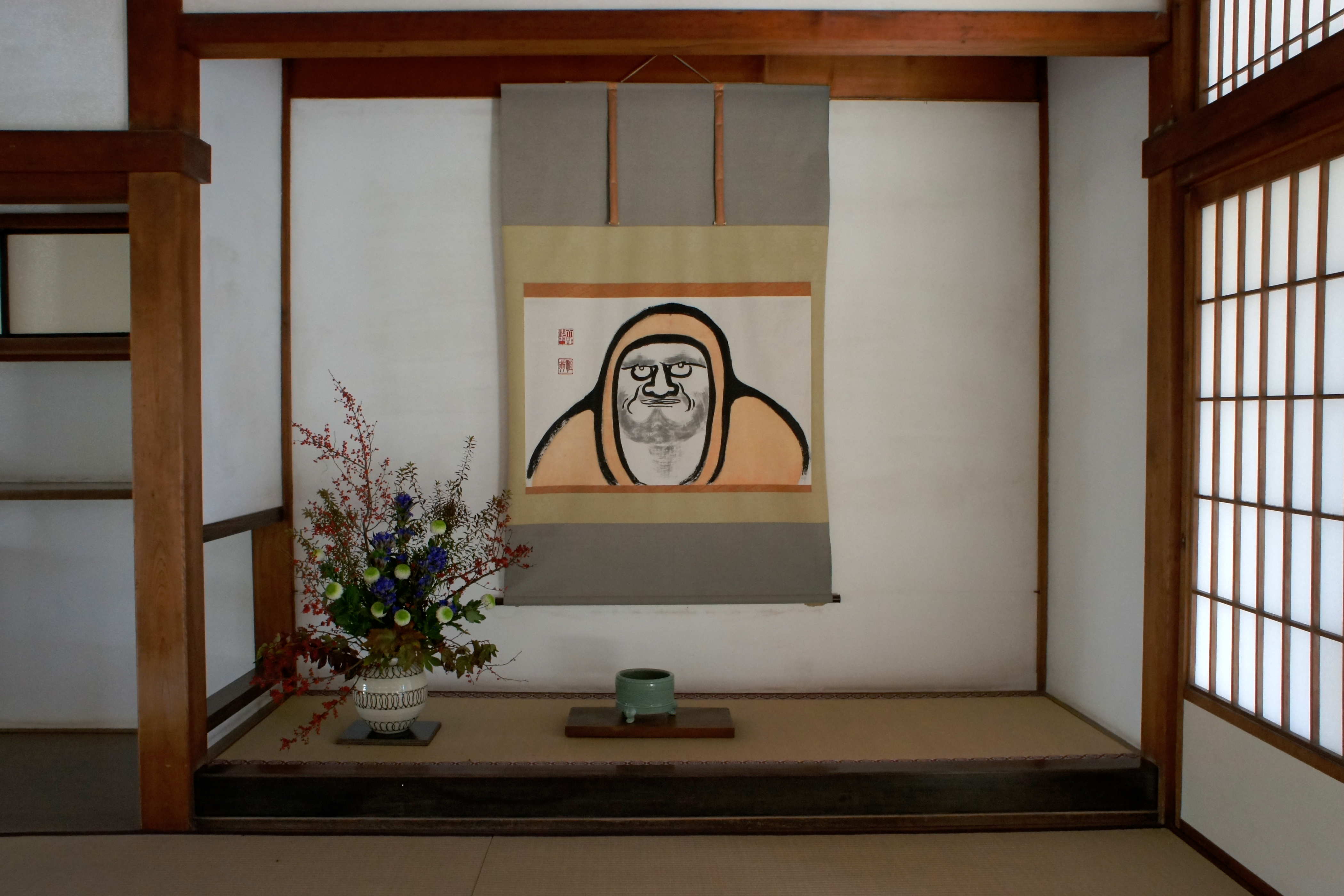
床の間

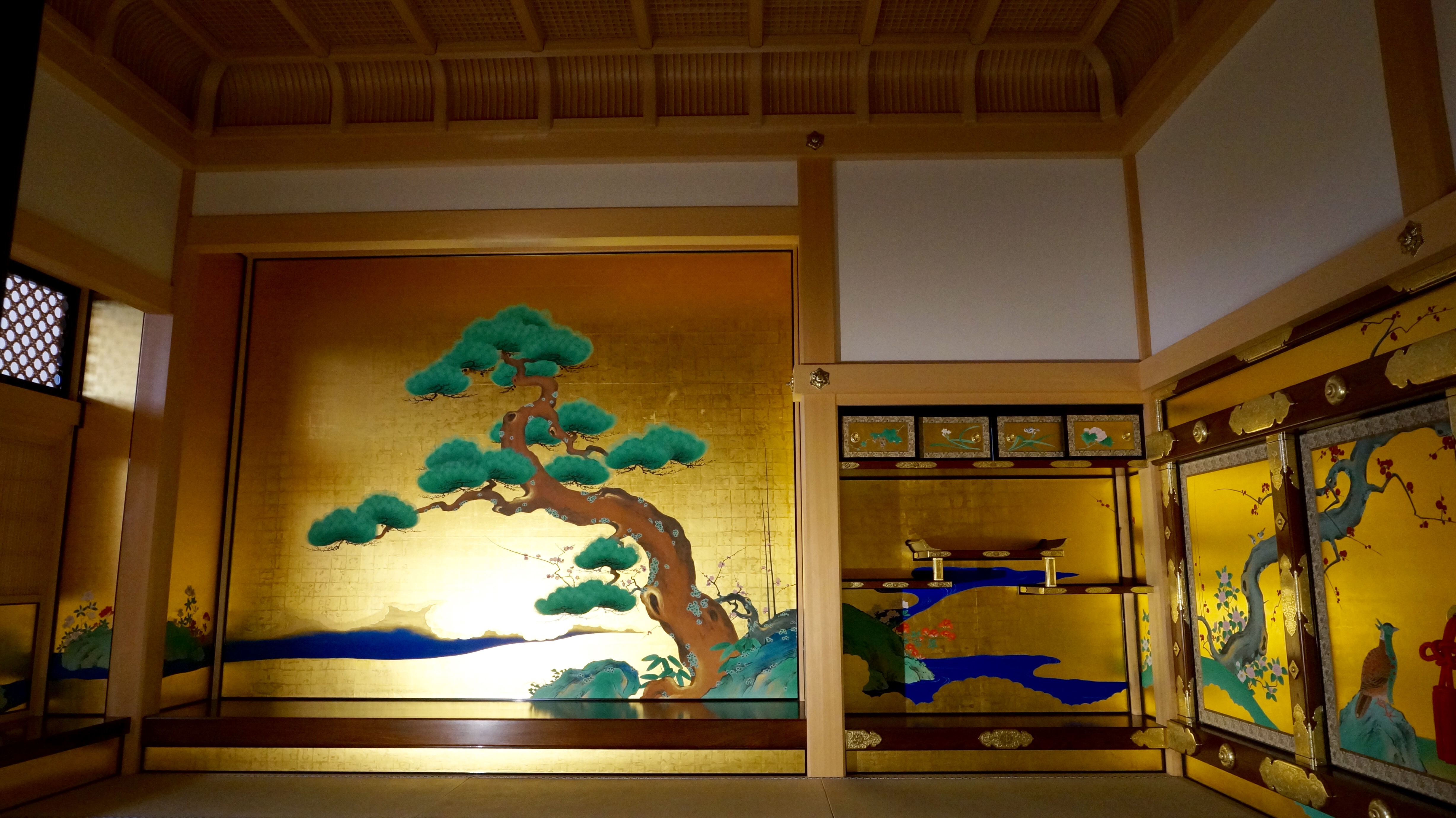
正面奥左に床の間、右に違い棚、床の間左に付け書院の「本勝手」の構え。名古屋城本丸御殿上段の間。

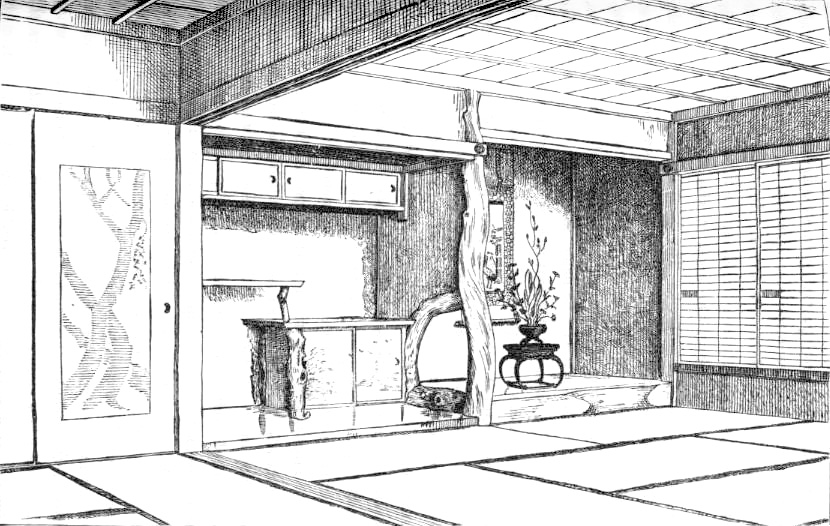
エドワード・モースがスケッチした床の間のある座敷。モースは床の間を日本家屋の精神性の中心と表現した。

床の間（とこのま）とは、日本の住宅のうち格式を高めた客間などに設けられる一定の空間。正しくは「床（とこ）」で、「床の間」は俗称とされる。
ハレの空間である客間の一角に造られ、床柱、床框などで構成されている。掛け軸や活けた花などを飾る場所である。

## 歴史

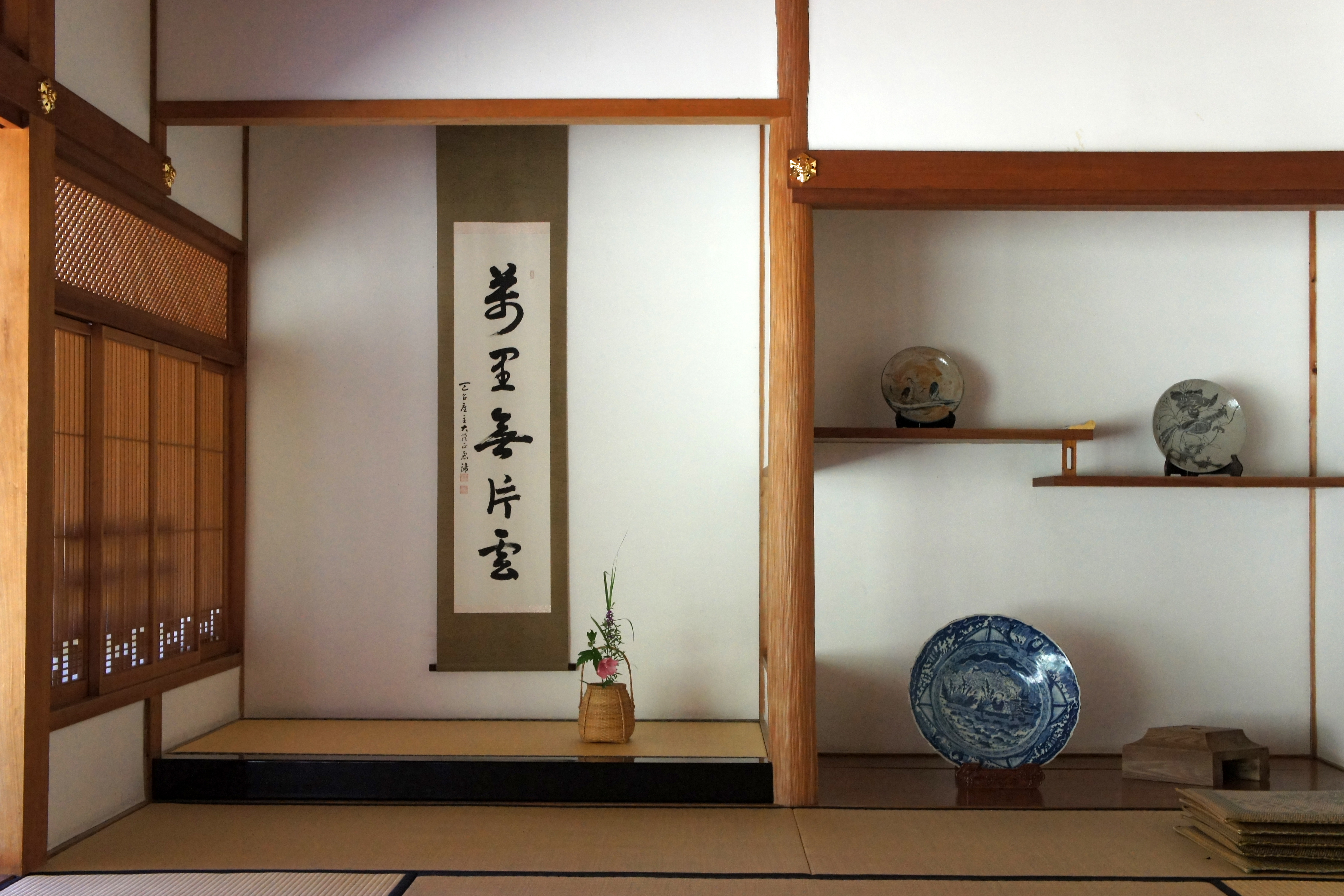
掛軸と華道がある床の間。

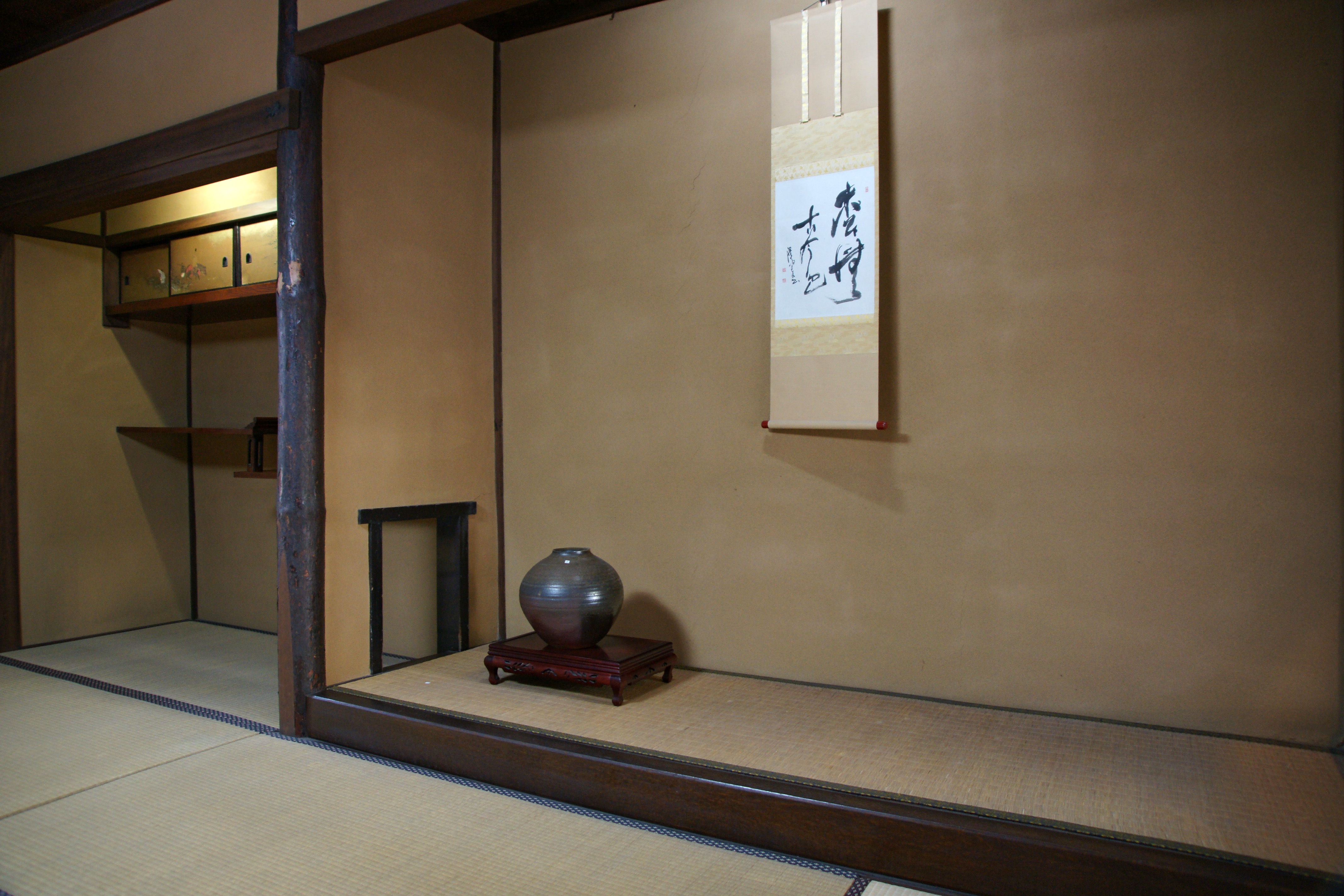
掛軸を中心に床の間内で、斜めから見た様子。

元来、仏家より出たもので、押板と棚に仏像を置いていたと言われ、これが武家に伝わり仏画や仏具を置く床飾りが広まった。南北朝時代に付書院や違い棚とともに造られ始めた「押板（おしいた）」は、掛け軸をかける壁に置物や陶器などを展示する机を併合させたもので、その用途をそのままに、近世の茶室建築に造られた「上段」が床の間となった。床の間は近世初期の書院造、数寄屋風書院をもって完成とされる。
厳格な座敷では、床の間、違い棚、付け書院の3要素が揃って正式なものとされ、その配置は、座敷の正面奥の左側に床の間、右側に違い棚、床の間の左の縁側面に奥から手前方向に付け書院が設置されるのが正式で、これを「本勝手」、反対に床の間の左に違い棚、右に付け書院のものは「逆勝手」と呼ばれた。
大正時代には四畳半1室の住家でも三尺の床の間を設ける提案がなされるほど欠かせないものであり、日本の伝統建築が海外に紹介されるに従い、室内の最も大切な象徴的な場所として物を飾る固定の場所が用意され、季節などに応じて飾る美術品を替えて日常的に楽しむという「床の間」のあり方が西洋の建築家らに影響を与えたりもした。

## 用途
床の間は、前述のように南北朝時代の押板の用途と同様で、絵画や観賞用の置物などを展示する空間である。
近世には、有力者の館や城の広間、有力者の家臣が、仕える主人を迎え入れるため邸宅の客間に座敷飾りが造られ、その一部として採用された。主人のいる上段に装飾を施した床の間などの座敷飾りを造り、主人の権威を演出した。江戸時代には、庄屋などの一部の庶民の住宅において領主や代官など家主よりも身分の高い客を迎え入れるために床の間などの座敷飾りが造られ、明治時代以降になると、都市部の庶民の客間にも床の間が一般化するようになった。
現在では床の間のある部屋を省略することも多いが、床の間の起源に先祖返りするような形で簡素な飾り棚を置くような例も見受けられる。

## 種類と構造

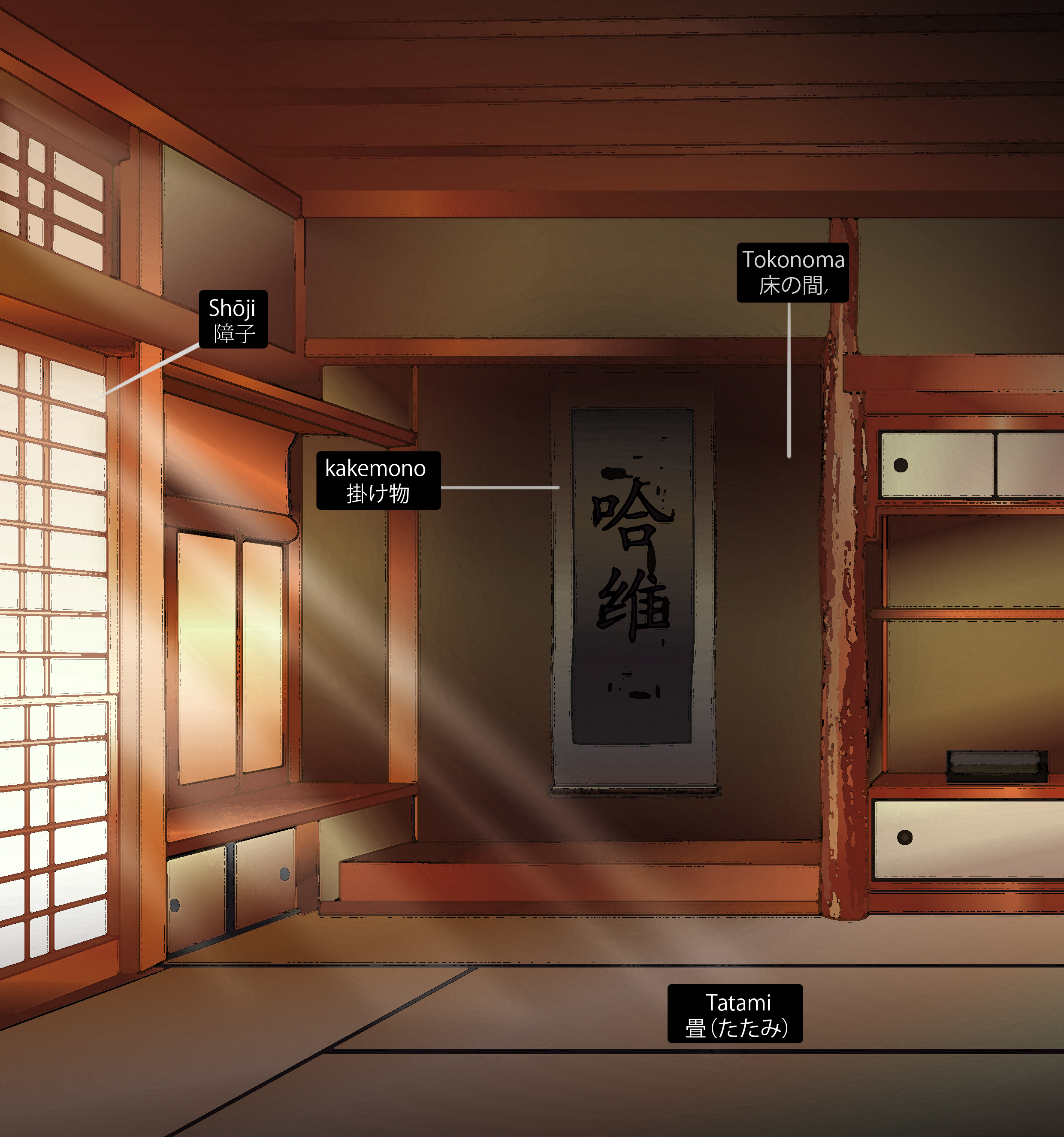
各名称

### 種類
床の間には、床板と畳の上面を揃えた「踏込み床（ふみこみどこ）」、畳より床板の上面を高くした、「蹴込み床（けこみどこ）」、床の間の袖一角を袖壁と正面に幅の狭い壁で半ば隔て袋状にしたものを「袋床（ふくろどこ）」などもあり、「置き床（おきどこ）」は移動できる簡易な床である。
本床
最も硬い床の間の形式で、床柱には、唐木、唐丸太、皮附丸太などを用いる。床との境界に呂色に塗った床框を渡して高くし、その上端から内部に水平に畳を敷いたもの。
蹴込み床
床との境界に床框ではなく蹴込み板を渡して高くし、その上から内部に厚い床板を敷いたもの。
踏込み床
部屋の畳面と水平に床の間の内部に地板を張ったもの。
洞床
床の間の内部（壁面、天井、床柱等）をすべて塗り込みの壁にしたもの（地板は踏込み床と同じ）。
釣床
畳を敷いた座敷の一角の天井に落とし掛けを取り付けたもので、床のほうは座敷の畳のままのもの。
織部床
室内の柱と柱の間の上部に6〜7寸程度の雲板を取り付けて床の間にしたもので、床のほうは座敷の畳のままのもの。
袋床
床の間の間口を広くし左右どちらかに下地窓などのある袖壁を設けたもの。
龕破床（がんわりとこ）
洞のような袖壁を床の間の左右に設けたもの。
置き床
移動式の簡易な床の間。

### 床の構成
本床では、床柱を中心としてその横に床の間や床脇を置く。床の上部に垂れる小壁の下端には、「落し掛け」をつけ、床と畳とに段差がある場合には「床框（とこがまち）」という漆塗りの平行材を付ける。床のゆか板のことを床板という。壁仕上げには砂壁が用いられる。
落し掛け（おとしがけ、落掛け）とは、床の間や書院窓において、上方の小壁の下に架け渡してある横木のこと。通常、内法長押（うちのりなげし）より上方にある。桐、杉、赤松などの銘木が使われることが多いが、細身の皮付き丸太や竹を用いることもある。
床柱（とこばしら）は床の間で最も目立つ部材であり、書院造では角柱が基本であるが、私邸などでは数寄屋造りの影響から、節つきの丸木等、珍しい銘木を用いることもある。
- ウィキメディア・コモンズには、床柱に関するカテゴリがあります。

近世初期の園城寺光浄院客殿、二条城二の丸書院、本願寺書院などは床框を用いず、一枚板（押板）を置く。また、これらは張付け壁に障壁画を描いている。

### 本床の間

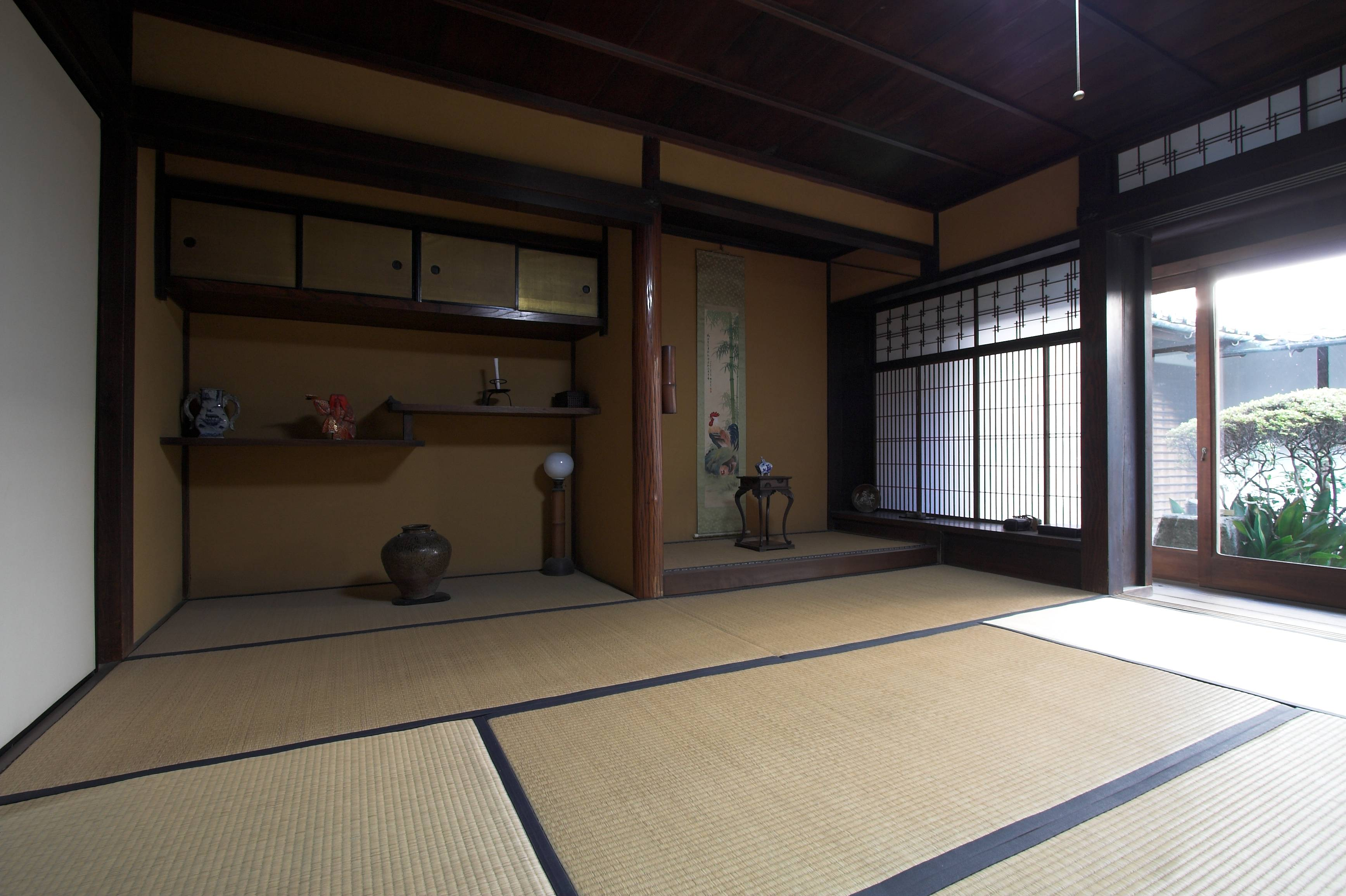
民家の本床の間。床脇棚は違い棚。床柱には花活けが添えられている。

床の間は、床を単独で配置するだけではなく、廊下（採光）側に付書院、反対側に、棚を持つ床脇を備えたものを本床の間（ほんとこのま）や本床（ほんとこ）という。
付書院（つけしょいん）は出窓状に奥行きを持たせ、その奥に書院欄間、障子が建てられる。もとは出文机（だしふづくえ）という明かり障子を持つ出窓状の机で、南北朝時代に、文具などの物を置いて鑑賞するためのものとして用いられるようになった。
床を挟んで付書院と反対側に配される空間を床脇（とこわき）という。違い棚と袋戸棚（襖付の棚）が設えられる。床脇の内に付けられる「違い棚」には「上下棚」や「釣り棚」などがある。袋戸棚は高さによって、上を天袋、下を地袋という。何れも引き違いの襖戸を付ける。

## 作法
書院造の建築にある「広間」では床の間のある方を「上座」といい、その反対を「下座」という。江戸時代以前の大名屋敷や城郭の御殿において上座のことを「上段」、それ以下を下段や中段などといい、座敷飾りの施された上段は、領主や当主などの主人の部屋とされた。
茶室など床の間のある部屋に通された客は、床の間の前に座って、掛軸、香炉、活けた花などを拝見（鑑賞）する作法がある。

### 禁忌
日本建築の和室にはいくつかのタブーがあり礼法や作法をもって扱う。床の間については格式を重んじ、座り込むことや汚れたものを置いてはならないとされる。

## 関連書籍
- 『物語・ものの建築史《床の間のはなし》』前久夫、鹿島出版会